# Consuelo Álvarez Pool
Consuelo Álvarez Pool, conocida con el seudónimo de "Violeta" (Barcelona, 24 de julio de 1867 - Madrid, 19 de enero de 1959), fue una periodista, política, sindicalista, sufragista, feminista y escritora española. Perteneció a la primera promoción de mujeres telegrafistas de España. Fue una de las dos primeras mujeres periodistas –junto con Carmen de Burgos– que se integraron en la redacción de un periódico. Represaliada por el régimen franquista. Por meras razones cronológicas se le podría adscribir a la Generación del 98.

## Biografía
Nació en Barcelona en una familia pequeñoburguesa. Sus abuelos paternos procedían de La Bañeza (León) y los maternos eran ingleses, llegados a España para la explotación de la minería. Con su padre maestro, director de colegio y funcionario, se movieron por toda la geografía española; fue también un gran defensor de la igualdad en la educación de las niñas y los niños, inculcando a su hija la importancia de la educación en la formación de personas libres. 
Con 21 años, Consuelo Álvarez Pool se casó con Bernardo Azcárate en Trubia, Asturias. Tuvo dos hijos y dos hijas, de los que vivieron Laureano (1890) y Esther (1893); Gloria, murió a los 5 años, y el cuarto hijo, falleció al nacer. 
Era bilingüe (español e inglés), y también estudió otros idiomas como francés e italiano en la Escuela Oficial de Idiomas de Madrid. 
Compaginó la profesión de telegrafista con la de periodista y fue muy activa en la vida política, cultural y en favor de los derechos de la mujer. Fue una reconocida feminista y anticlerical, denunciando en escritos, conferencias y mítines la labor de la Iglesia en contra de la emancipación de las mujeres.

### Telegrafista
Consuelo Álvarez se formó en la Escuela de Telégrafos, fundada por la Asociación para la Enseñanza de la Mujer, donde las alumnas estudiaban durante dos años, obtenían el título de telegrafista y posteriormente se examinaban para Telégrafos. Su trabajo consistía en transmitir y recibir mensajes en morse en las oficinas telegráficas.
Cuando tenía 17 años murió su padre y la economía familiar entra en apuros. Pensando en la emancipación económica solicita examinarse para ingresar en el cuerpo de Telégrafos. El 15 de abril de 1885 aprueba el examen de ingreso para Auxiliar Temporera en Telégrafos; era la primera vez que se convocaba un examen al que podían acceder las mujeres solteras mayores de 16 años, pero no sería hasta 1909 cuando su contrato fue definitivo. Ingresó en el Negociado Internacional, pues Consuelo Álvarez dominaba varios idiomas y su perfil se ajustaba al puesto. En este año también consiguieron plaza Clara Campoamor y su hija Esther Azcaráte Álvarez.
La fecha 11 de octubre de 1906 fue importante para ella, porque Violeta dio cobertura periodística para su periódico El País en el Congreso Internacional de Telegrafía sin hilos, tema técnico y de su profesión.
Perteneció al Cuerpo de Telégrafos hasta su jubilación, con 65 años, fue jefa de prensa del primer gabinete de prensa de Telégrafos creado en 1915, representante sindical en el Sindicato de Telégrafos e impulsora de la creación de la Escuela Técnica Superior de Ingenieros de Telecomunicación. El 8 de noviembre de 2018 la “Comisión Filatélica del Estado” aprobó la emisión de un sello dedicado a la Mujer Telegrafista, con la imagen de Consuelo Álvarez Pool, Violeta.
El día 22 de abril de 2019 se puso en circulación el sobre postal y sello con la figura de Violeta, dentro de la serie Personajes.
La Asociación de Amigos del Telégrafo, el 22 de abril de 2019, en el marco de XIII Memorial Clara Campoamor, hizo entrega de la insignia del Telégrafo a Carmen Marco Azcárate, biznieta de Consuelo Álvarez, Violeta, en representación de toda su familia y en reconocimiento a la labor que realizó Consuelo Álvarez, Violeta, por los Telegrafistas. Salón de Actos de la antigua Escuela de Telégrafos, en la Calle Conde de Peñalver, Madrid.

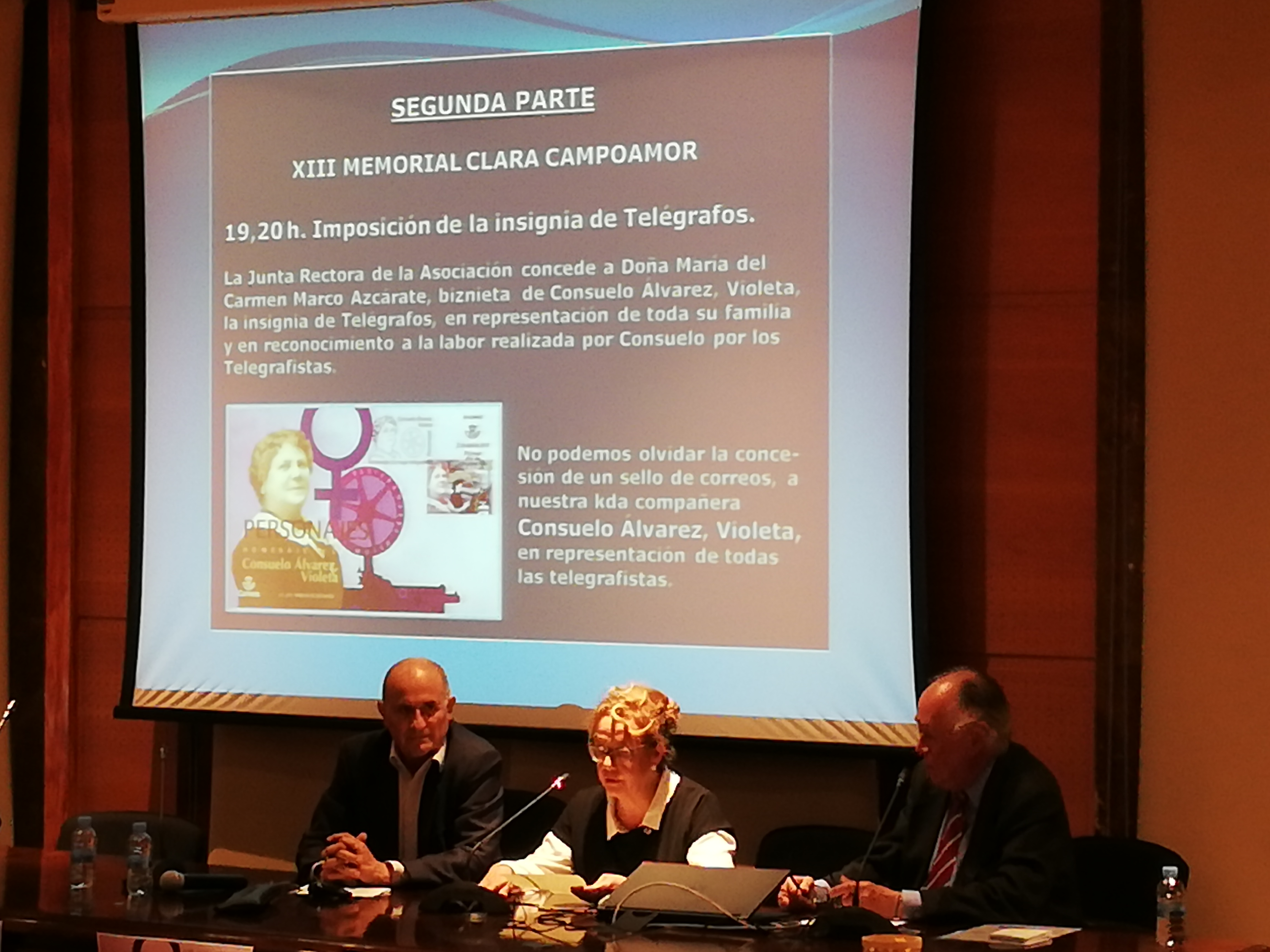
La Asociación de Amigos del Telégrafo concede la insignia de Telégrafo a la Familia de Consuelo Álvarez, Violeta

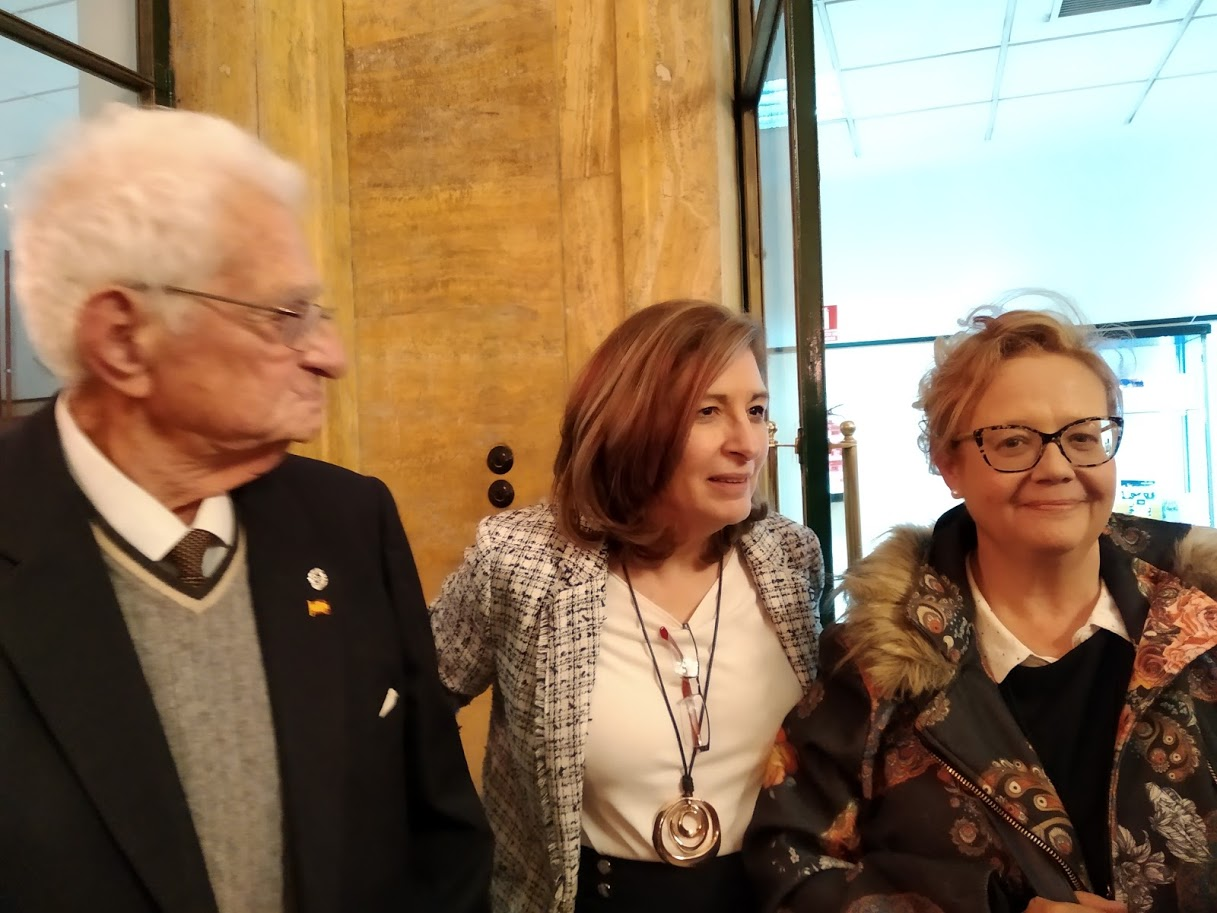
En el homenaje a Consuelo Álvarez, Violeta. Victoria Crespo, investigadora y biógrafa, Julio Azcárate Román, nieto y Carmen Marco Azcárate, biznieta.

### Periodista
Consuelo Álvarez Pool se inicia en el periodismo en Oviedo, a donde se traslada al separarse de su marido. Posteriormente se muda a Madrid y empieza a trabajar en el diario El País, diario republicano-progresista con una colaboración fija. Debía escribir de «cosas de mujeres» –moda, cocina, hogar– y es entonces cuando adoptó el seudónimo de Violeta. Ya con este pseudónimo firmó artículos sobre el divorcio, los derechos de las mujeres a la educación y a unas condiciones laborales justas, la reforma de las cárceles, la defensa de la clase obrera, la violencia machista, entre otros.
Consuelo Álvarez, Violeta, consideraba necesario escribir para contar las miserias que veía a su alrededor. También pensaba en la labor de la prensa en estos términos: "La misión de la prensa no es solo dar a conocer los sucesos sobresalientes, también tiene una finalidad instructiva, moralizadora y revolucionaria¨.
En estudios actuales sobre las mujeres en el periodismo Consuelo Álvarez, Violeta, está reconocida como una de las pioneras, y así se refleja en Escritoras españolas en los medios de prensa 1868-1936. En 1907 fue admitida en la Asociación de la Prensa de Madrid junto a Carmen de Burgos, Colombine. El carnet de prensa les aportaba un reconocimiento de profesionalidad, siendo las dos primeras mujeres periodistas que se integraron en una redacción, Carmen de Burgos en la del périodico Heraldo de Madrid y Consuelo Álvarez, Violeta, en la del periódico El País, diario republicano-progresista.

## Trayectoria
Su ideario defiende la separación de la Iglesia y el Estado, la coeducación entre niños y niñas como medio para conseguir la igualdad y la defensa de los derechos de las mujeres.
Como dice su investigadora y biógrafa Victoria Crespo Gutiérrez, Directora del Museo Postal y Telegráfico:

Consuelo Álvarez Pool formó parte de la primera generación de mujeres telegrafistas. Perteneció a Telégrafos durante más de 40 años. Fue una magnífica escritora, miembro de la generación femenina del 98, periodista, defensora de los derechos de la mujer, y asidua participante en las conferencias y tertulias de la sección de Literatura del Ateneo de Madrid. Tuvo una gran preocupación, durante toda su vida, por los temas sociales, como ha quedado reflejado en sus escritos y en su participación en los órganos de representación del personal telegráfico.

Tuvo una amplia actividad social, participando o fundando diferentes asociaciones:
- Fundó la Asociación las Damas Rojas de Madrid en 1909 para la defensa de las mujeres, donde reivindicaban la mejora del trabajo femenino, el derecho al voto y el derecho al divorcio.[19]
- Con 67 años, ingresó en la Asociación de Mujeres contra la Guerra y el Fascismo;[20] en julio de 1934 participó en el Primer Congreso Nacional de la Asociación de Mujeres contra la Guerra y el Fascismo, donde se acordó la asistencia de delegadas al Congreso Mundial de París, los días 4, 5 y 6 de agosto con motivo del aniversario de la Gran Guerra. Consuelo Álvarez asistió como delegada. En 1937, Violeta también participó en la Segunda Conferencia Nacional de Mujeres contra la Guerra y el Fascismo celebrada en Valencia.[1]
- En la Asociación El Fomento de las Artes, obtuvo por concurso la cátedra de Gramática Francesa y Española en 1916.
- Lucha por erradicar la prostitución, por tanto, perteneció a la Sociedad Española del Abolicionismo.
- Sociedad Española de la Higiene Popular.
- Asociación Centros de Hijos de Madrid, para proteger a la infancia, especialmente a las niñas abandonadas y a las perseguidas y las mujeres sin recursos. Fue vicepresidenta.
- Asociación Española para el Progreso de las Ciencias.[21]
- Fundadora de Fraternidad Cívica, Asociación para homenajear a los hombres ilustres fallecidos y para embellecer el cementerio civil de Madrid. (1916-1932)

Feminista y defensora del acceso de las mujeres a la educación con el fin de obtener una formación amplia, que les permitiera conseguir la independencia económica suficiente para no tener que considerar el matrimonio como el medio indispensable para la subsistencia. Defensora del derecho al divorcio, recogido en sus escritos y conferencias, actualmente su pensamiento es objeto de investigación y estudio en tesis académicas. En esta lucha no estaba sola, había más mujeres como Carmen de Burgos, Colombine, y su propia hija Esther Azcárate Álvarez.
Participó en la vida cultural de forma activa, perteneció al Ateneo de Madrid (1907-1936) donde impartió conferencias, asistió a tertulias y debates literarios. A lo largo de su vida mantuvo correspondencia con personajes del ámbito de la política y la literatura, especialmente con su amigo Benito Pérez Galdós (en cuya casa se conservan siete cartas), así como con Rafael Salinas, Belén de Sárraga, Rosario de Acuña, Joaquín Costa, Manuel Azaña, Miguel de Unamuno y Santiago Alba entre otras personas.
Su pensamiento anticlerical lo puso de manifiesto en escritos, conferencias y mítines, y fue recogido en la prensa de la época, como por ejemplo la reunión de mujeres "antivaticanistas" celebrada en el Casino de la calle Esparteros de Madrid, o el mitin femenino celebrado en el teatro Barbieri de Madrid el 4 de julio de 1910, o la participación en el ciclo de conferencias organizado por el Sindicato de Empleados de Banca y Bolsa de Madrid, en octubre de 1931, en el que su disertación versó sobre Relación social entre la religión y el capitalismo.
Su actividad política fue intensa, siendo candidata por Madrid a las elecciones de 1931 por el Partido Republicano Demócrata Federal, pero no salió elegida. Defendía igual que su compañera Clara Campoamor (Partido Radical) el derecho al voto femenino.
En 1907, el partido Republicano Democrático Federal al que pertenecía Violeta, se había comprometido con ella a presentar una proposición de Ley a favor del voto para las mujeres, pero no fue hasta 1908 que el diputado Francisco Pi y Arsuaga, jefe del Partido Republicano Democrático Federal, presentó una enmienda ante el Congreso para que las mujeres mayores de 25 años pudieran votar en las elecciones municipales. Pasarían varios años hasta 1931, ya en la II República, cuando se aprobó el sufragio universal el 1 de octubre de 1931 y las mujeres consiguieron su derecho al voto.
El 22 de julio de 1931, Consuelo Álvarez, Violeta, organiza con las mujeres telegrafistas un homenaje a la diputada, telegrafista y amiga Clara Campoamor. La homenajeada tomó la palabra y agradeció el homenaje a sus compañeras y les dijo: “La nueva Constitución dará a la mujer la plenitud de sus derechos de los que hasta ahora había estado privada.”
También perteneció a la Masonería. Consuelo Álvarez Pool, de nombre simbólico Costa, se inició en la logia de Adopción Ibérica n.º 67 en 1910.
Tras la guerra civil fue represaliada. El régimen franquista le aplicó la Ley sobre represión de la masonería y del comunismo siendo juzgada por el Tribunal Especial para la Represión de la Masonería y el Comunismo, Sumario 480-44 contra Consuelo Álvarez Pool por delito de masonería y condenada a 12 años de prisión. Consuelo Álvarez, Violeta, cumplió la pena en libertad provisional debido a su edad, 77 años, y a una salud muy deteriorada.

## Medios de comunicación
Consuelo Álvarez Pool, Violeta, desarrolló una amplia e intensa labor periodística, tanto en prensa escrita como en radio. Perteneció a la Asociación de la Prensa de Madrid desde 1907 y ostentó el cargo de jefa de prensa de Telégrafos (1915-1918).

### Prensa
- El Progreso de Asturias (1902-1903)
- La Conciencia Libre. Publicación Librepensadora. (1905-1907)
- El País, diario republicano-progresista  (1904-1920)
- La Vida Socialista (1910-1914)
- El Telegrafista Español (1907-1918)
- Pensamiento Femenino

### Radio
- Radio España
- Unión Radio

## Obras
Forma parte de la generación de escritoras del 98, compuesta entre otras por Emilia Pardo Bazán, Carmen de Burgos, Colombine, Sofía Casanova, Patrocinio de Biedma, Rosario Acuña, Blanca de los Ríos Lampérez, Carmen Baroja, María de la O Lejárraga, Regina de Lamo o María de Maeztu. Como escritora ya fue reconocida por el escritor y crítico literario Rafael Cansinos Assens en su obra La nueva literatura, volumen II. La literatura femenina (1917), y por la profesora de la Universidad Autónoma de Madrid, Raquel Arias Careaga en el artículo publicado en marzo de 2019 Poetas españolas en la penumbra.

### Cuentos
- 1900. La Pasionaria, La medalla de la Virgen, Las Amapolas, El Ramo de Claveles, El Primer Vals y Hojas caídas.
- Cuentos de “El País”. Son 24 cuentos publicados entre 1904 y 1916, Violeta escribió sobre los temas que le preocupaban: la indefensión de las mujeres, sobre todo de clase social baja, la prostitución, maltrato a las mujeres y niños, el acoso laboral, el desahucio, el antibelicismo. La mayoría de los personajes son mujeres.
- Cuentos publicados en la revista La Vida Socialista.

### Obra poética
Su poesía se publicó en los principales periódicos donde escribió.
- Doce poemas en El Progreso de Asturias entre los años 1902 y 1903, aparecían en primera página, en general de tema amoroso y aún, estaban firmados por Consuelo Álvarez.
- Catorce poemas recopilados en el El País (1909-1919).
- Un poema en Vida Socialista.

### Crítica literaria
- Monógrafos oratorios de Mariano Aramburu Machado
- El huerto de Epiceto de Antonio Zozaya.

### Crónicas de viajes de carácter social
- Impresiones de un viaje (1907)
- Catalanas (1909-1910)
- Veraniegas (1911)
- Santanderinas, Aldeanas y Viajeras (1912)
- Alicantinas (1913)
- Viajeras (1913)
- Por tierras gallegas (1916)

### Prólogos y epílogos de libros
- Modulaciones de Manuel Camacho Beneytez (1914)[35]
- ¡Mujeres! Siluetas femeninas de Juan García Cobacho (1930).[36]

### Traducciones del francés
- Los amores de Gambetta

### Novela
- La Casona del Pinar. Novela autógrafa, de carácter autobiográfico, narra en esta novela la vida de tres generaciones de la familia Hidalgo de Mendoza.[37]